# Église Notre-Dame de l'Assomption de Reclesne
L'église Notre-Dame de l'Assomption de Reclesne est une église située sur le territoire de la commune de Reclesne, dans le département français de Saône-et-Loire et la région Bourgogne-Franche-Comté.

## Historique
L'église est du Moyen-Âge, d'époque romane. 
Au XVIe siècle, elle fut agrandie et bénéficia de nouvelles interventions au XIXe siècle.

## Description
Malgré l'exhaussement du XIXe siècle, le pignon de façade, les murs et les fenêtres ont été conservés.
Travée de chœur avec voûte d'arêtes, abside en cul-de-four.
L'église possède un clocher disposé latéralement.

## Mobilier
L'église abrite un tableau du XVIIe siècle représentant L’Adoration des bergers, protégé au titre des Monuments historiques en 2023.

## Vitraux
L'église est dotée de vitraux du XIXe siècle, se répartissant à raison de 4 vitraux religieux, 4 vitraux grisaille avec motifs floraux et 1 vitrail « neutre ».

## Culte
Édifice consacré du diocèse d'Autun relevant de la paroisse Notre-Dame du Morvan (siège à Lucenay-l'Évêque) — qui en est affectataire au titre de la loi de 1905 —, l'église de Reclesne est, plusieurs siècles après sa construction, un lieu de culte catholique.